# Laurence Fox
Pour les articles homonymes, voir Fox.
Laurence Fox, né le 26 mai 1978 à Leeds dans le Yorkshire (Angleterre), est un acteur britannique, connu pour le rôle de l’inspecteur James Hathaway dans la série Inspecteur Lewis.

## Biographie

### Vie privée
Laurence Fox est le troisième fils de l'acteur James Fox et de Mary Piper. Il a trois frères et une sœur : Thomas Fox né en 1975, Robin Fox né en 1976, Lydia Fox née en 1979 et Jack Fox né en 1985, ces deux derniers sont aussi acteurs. Il est également le neveu de l'acteur Edward Fox et du producteur Robert Fox ; il est le cousin de l'actrice Emilia Fox et de l'acteur Freddie Fox.
Il a entretenu une liaison durant six ans avec l'actrice Martha Swann. Le 31 décembre 2007, il a épousé l’actrice Billie Piper dans le Sussex de l'Ouest. Ils se sont rencontrés quand ils jouaient ensemble dans la pièce de théâtre Treats. Le 21 octobre 2008, Billie a donné naissance à un fils, Winston James Fox. Le 5 avril 2012, ils ont eu un deuxième fils, Eugene Pip Fox.
Ils se sont séparés en 2016 après huit ans de mariage.

### Études
À l'âge de 13 ans, il entra à la Harrow School, où il était selon lui timide avec les filles, sensible et un peu naïf. Il s'était fait des amis et était admiré par le professeur d'arts. Laurence détestait le régime strict de l'école et se sentait méprisé. Constamment en difficulté, il fumait, se battait, allait en ville et ratait les cours pour draguer les filles. Il a finalement été expulsé peu de semaines après.
Laurence retourna à cette école quelques mois plus tard, mais n'était pas autorisé à parler à n'importe qui[Quoi ?]. Malgré de bons résultats à ses examens, en raison du rapport que l'école Harrow avait écrit sur lui, il ne put obtenir de place dans aucune université.
Après avoir travaillé comme jardinier pendant deux ans, Laurence décida de s'inscrire à la Royal Academy of Dramatic Art. Grâce à cette école, il joua dans de nombreuses pièces de théâtre pendant trois ans, et devint acteur à partir de 2001.

### Carrière d'acteur

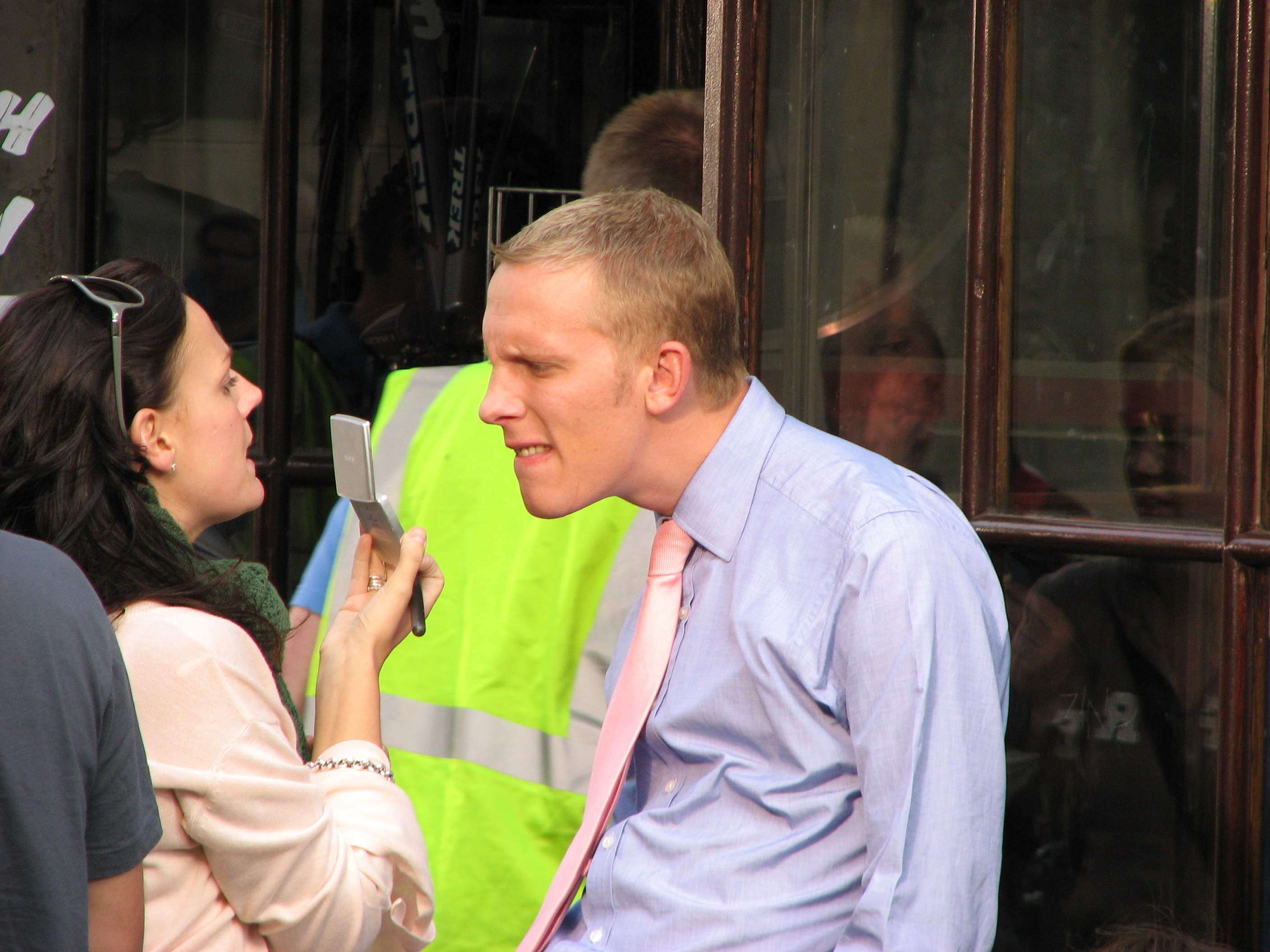
Laurence Fox durant le tournage de la série télévisée Inspecteur Lewis.

Il a d'abord joué dans des films d'horreur, The Hole en 2001, et Gosford Park la même année. Après avoir joué dans un certain nombre de films britanniques, ses performances dans le téléfilm Colditz (2005) ont été remarquées.
Cela l'a conduit au rôle de James Hathaway dans Inspecteur Lewis. Laurence Fox joue dans les saisons produites et diffusées depuis 2006 jusqu'en 2015. Il a joué également dans la série Victoria le rôle du ministre Palmerston.
En octobre 2020, il devient le chef d'un nouveau parti politique de populisme de droite nommé Reclaim.
En novembre 2020, à la suite d'une polémique sur le racisme, il est exclu de l'agence Artists Rights Group qui le représentait.
En octobre 2023, il est licencié de la chaîne GB News pour avoir émis des commentaires sexistes sur une journaliste.

### Carrière politique
Après sa carrière d'acteur Laurence Fox se lance en politique et est décrit dans la presse comme un provocateur de droite anti-woke. Il est candidat à la mairie de Londres en 2021 et récolte 1,9 % des suffrages. Il souhaite retenter sa chance en 2024, mais ne parvient pas à remplir les obligations administratives pour ce faire.

## Filmographie

### Cinéma
- 2001 : The Hole de Nick Hamm : Geoff Bingham
- 2001 : Gosford Park de Robert Altman : Lord Rupert Standish
- 2002 : La Tranchée (Deathwatch) de Michael J. Bassett : Capitaine Bramwell Jennings
- 2003 : Al sur de Granada de Fernando Colomo : Ralph Partridge
- 2006 : Opération Matchbox (The Last Drop) de Colin Teague : Major Klaus Kessler
- 2007 : Jane (Becoming Jane) de Julian Jarrold : Mr Wisley
- 2007 : Elizabeth : L'Âge d'or de Shekhar Kapur : Sir Christopher Hatton
- 2011 : W.E. de Madonna : Bertie
- 2019 : The Professor and the Madman de Farhad Safinia : Philip Lyttelton Gell

### Télévision

#### Téléfilms
- 2004 : AD/BC: A Rock Opera (en) de Richard Ayoade : Townsfolk
- 2005 : Colditz : La Guerre des évadés de Stuart Orme : Willis
- 2005 : Coup de foudre royal (Whatever Love Means) de David Blair : Prince Charles
- 2007 : A Room with a View (en) de Nicholas Renton : Cecil Vyse
- 2011 : Fast Freddie, The Widow and Me (en) de David Richards : Jonathan Donald

#### Séries télévisées
- 2002 : Ultimate Force : Cpl. Mick Sharp
- 2003 : Foyle's War : Simon Walker
- 2004 : Island at War (en) : Bernhardt Telleman
- 2005 : Jericho : Peter Bridgewater
- 2005 : Egypt : Léonard
- 2006 : Miss Marple - Le mystère de Sittaford (The Sittafford Mystery): James Pearson
- 2006-2015 : Inspecteur Lewis : Inspecteur James Hathaway
- 2008 : Wired (en) : Phillip Manningham
- 2011 : Mystery! (en) :
- 2017 : Frankie Drake Mysteries : Le pilote Greg Mills
- 2017 : The Frankenstein Chronicles : Frederick Dipple (saison 2)
- 2019 : Victoria : Lord Palmerston (saison 3) (VF : Benoît DuPac)

## Discographie
- 2013 : Sorry for My Words (EP)
- 2016 : Holding Patterns

## Controverses
En octobre 2020, il poste sur les réseaux sociaux un message comparant la drag queen Crystal (en) et Simon Blake, ancien administrateur de l'association Stonewall à des pédophiles. En avril 2024, il est condamné à payer une amende de 180 000 livres sterling pour diffamation.
En janvier 2020, à l'émission de la BBC Question Time, Rachel Boyle, professeur en mixité raciale, l'a traité d'« homme blanc privilégié », ce à quoi il a répondu que Mme Boyle faisait preuve de racisme. Il prend ensuite l'habitude d'accuser de pédophilie toute personne l'accusant de racisme.
Lors de la pandémie de Covid-19, il encourage les gens à transgresser les règles de distanciation physique pour « protéger leurs droits ».
En juin 2022, il poste sur Twitter une image de croix gammée sur le drapeau arc-en-ciel LGBT, action que condamne le The Holocaust Memorial Trust.
En octobre 2023, il est arrêté par la police après avoir lancé un appel à vandaliser les caméras de contrôle des véhicules dans un secteur de Londres.
En juillet 2024, il compare sur X des drag queens participant à la cérémonie d'ouverture des Jeux olympiques d'été de 2024 à des « petits pédophiles déviants ». La drag queen Nicky Doll porte plainte pour diffamation.